# Рожь и клевер
«Рожь и кле́вер» — третий студийный альбом российской певицы Юты, выпущенный компанией «Мистерия звука» 11 мая 2003 года. На этой пластинке Юта впервые исполнила композиции «Славная осень» и «Вольная» написанные на стихи Евгения Ройзмана. Песни «Фиолетово-чёрный» (трибьют группе «Пикник») и «Имя» активно ротировались в радиоэфире.

## Список композиций
Все тексты и музыка написаны Ютой, если не указано иное
| №                   | Название                                               | Длительность |
| ------------------- | ------------------------------------------------------ | ------------ |
| 1.                  | «Белая вьюга»                                          | 3:34         |
| 2.                  | «Безответная»                                          | 3:18         |
| 3.                  | «За…бало»                                              | 3:14         |
| 4.                  | «Славная осень» (текст — Евгений Ройзман)              | 3:38         |
| 5.                  | «Обними»                                               | 3:17         |
| 6.                  | «На-на-на-на-на»                                       | 3:29         |
| 7.                  | «Вольная» (текст — Евгений Ройзман, Юта)               | 2:40         |
| 8.                  | «Имя»                                                  | 4:06         |
| 9.                  | «Фиолетово-чёрный» (текст и музыка — Эдмунд Шклярский) | 3:06         |
| 10.                 | «Ты не я»                                              | 2:50         |
| 11.                 | «Радиосны»                                             | 4:24         |
| Общая длительность: | Общая длительность:                                    | 37:36        |

## Участники записи
- Юта — автор песен, вокал, аранжировка
- Илья Володин, Дмитрий Кондратков (дорожки 1, 4, 5, 8, 11), Игорь Жирнов (дорожка 10) — гитара
- Дмитрий Рогозин (дорожки 2-8, 10), Ринат Насыров (дорожки 8, 11), Виктор Левченко (дорожки 1, 9) — бас-гитара
- Виталий Новиков (дорожки 1-10), Олег Шунцов (дорожки 8, 11) — барабаны
- Яник Николенко (дорожки 7, 10) — флейта
- Александр Семёнов (дорожка 6), Дмитрий Кондратков (дорожка 11) — бэк-вокал
- Запись и сведение — Самвел Оганесян студия «Полифон»